# قرار مجلس الأمن التابع للأمم المتحدة رقم 1059
قرار مجلس الأمن التابع للأمم المتحدة 1059، الذي اتخذ بالإجماع في 31 مايو 1996، بعد أن أشار إلى جميع القرارات المتعلقة بالحالة في ليبيريا، ولا سيما القرار 1041 (1996)، مدد مجلس الأمن ولاية بعثة مراقبي الأمم المتحدة في ليبريا حتى 31 أغسطس 1996، وناقش الحالة الأمنية في البلد.
وقد تصاعد العنف في ليبريا بما يشكل انتهاكا لاتفاق أبوجا، وشدد مجلس الأمن على أهمية العاصمة مونروفيا بوصفها منطقة آمنة. وقد انتهى الالتزام بوقف إطلاق النار، واستؤنفت الأعمال العدائية، بما في ذلك في العاصمة. وفي حين أن فريق الرصد التابع للجماعة الاقتصادية لدول غرب أفريقيا قد نشر مزيدا من القوات في المدينة، فقد اعتمدت الجماعة الاقتصادية لدول غرب أفريقيا آلية لاستئناف تنفيذ اتفاق أبوجا.
ومدد مجلس الأمن ولاية قوة المراقبة التابعة لبعثة مراقبي الأمم المتحدة في ليبريا في ليبريا حتى 31 أغسطس 1996، وبسبب تدهور الحالة الأمنية، تم تقليص حجمها مؤقتا بناء على أوامر من الأمين العام للأمم المتحدة بطرس بطرس غالي. وأدينت جميع الهجمات ضد مجموعة الرصد التابعة للجماعة الاقتصادية لدول غرب أفريقيا (قوة حفظ السلام التابعة للجماعة الاقتصادية لدول غرب أفريقيا)، وبعثة مراقبي الأمم المتحدة في ليبريا، ووكالات الإغاثة الإنسانية، وكذلك نهب ممتلكاتها. ودعيت الأطراف إلى التقيد باتفاقاتها، والتقيد بوقف إطلاق النار، والانسحاب من مونروفيا. وجرى تذكير جميع البلدان بأن تتقيد بحظر توريد الأسلحة المفروض على ليبريا في القرار 788 (1992) وأن تبلغ عن انتهاكاتها للجنة المنشأة بموجب القرار 985 (1995).
وقد اختتم القرار 1059 بتأييده لموقف الجماعة الاقتصادية لدول غرب أفريقيا فيما يتعلق بعدم الاعتراف بأي حكومة جاءت إلى السلطة في ليبيريا من خلال استخدام القوة. سينظر في اتخاذ تدابير أخرى ضد أولئك الذين ينتهكون قرارات مجلس الأمن باستمرار.

## وصلات خارجية
- Text of the Resolution at undocs.org